# Visionary
Visionary è il quindicesimo album della progressive rock band Eloy pubblicato nel 2009.

## Tracce
1. The Refuge – 5:02
2. The Secret – 9:22
3. Age of Insanity – 6:22
4. The Challenge – 4:27
5. Awakening of Consciousness – 6:03
6. The last in Line – 5:11
7. Reflections from the Spheres Beyond – 6:29
8. The Answer – 11:19

## Componenti
- Frank Bornemann — voce, chitarra
- Michael Gerlach — tastiere
- Klaus-Peter Matziol - tastiera
- Helge Engelke - chitarra
- Bodo Schopf - batteria